# Xolmis
Xolmis es un género de aves paseriformes perteneciente a la familia Tyrannidae que agrupa a dos especies nativas de América del Sur, donde se distribuyen desde el noreste de Brasil hasta el centro sur de Argentina. A sus miembros se les conoce por el nombre popular de monjitas o viuditas. En el año 2020, como resultado de estudios genéticos, seis especies tradicionalmente incluidas en el presente, fueron transferidas para otros géneros.

## Etimología
El nombre genérico masculino «Xolmis» deriva de un vocablo de origen incierta. Probablemente se refiere al azteca «xomotl», nombre de ave registrado por Hernández (1651) en México, o tal vez se refiera a un nombre guaraní no registrado.

## Características
Los tiránidos de este género son aves atractivas, midiendo entre 17 y 19.5 cm de longitud, de coloración característica en blanco, gris y negro, encontradas en terrenos abiertos o semiabiertos.

## Taxonomía
Algunos autores y clasificaciones, siguiendo a Dickinson (2003) (entre otros) ya incluian a la entonces Xolmis dominicanus en el género monotípico Heteroxolmis; otros, como Mazar Barnett & Pearman (2001) ya colocabann a Xolmis rubetra, junto con Xolmis salinarum, en el género Neoxolmis, debido a sus características morfológicas diferenciadas.
Los estudios genéticos recientes de Ohlson et al. (2020) y Chesser et al. (2020) concluyeron que el género Xolmis no era monofilético, lo que condujo a profundos cambios taxonómicos en el género:
- Los estudios encontraron que X. rubetra era hermana de Neoxolmis rufiventris (X. salinarum no fue estudiada, pero se presume muy próxima de rubetra), y que el par formado por ambas es pariente próximo de Xolmis coronatus, formando un clado emparentado con otro clado formado por la entonces Xolmis cinereus y Myiotheretes, y distante de los otros Xolmis "verdaderos". Los autores propusieron agrupar todo el clado en un género resucitado Nengetus, el nombre más antiguo disponible. Sin embargo, el Comité de Clasificación de Sudamérica (SACC) en la Propuesta No 885 de septiembre de 2020, prefirió restringir Nengetus apenas para la especie tipo, Nengetus cinereus y transferir las tres especies mencionadas al entonces monotípico género Neoxolmis, debido a que se crearía un grupo bastante heterogéneo, afectando la estabilidad taxonómica.[10]

- Con respecto a Xolmis pyrope, que en el pasado ya había sido colocada en un género propio Pyrope,  los estudios concluyeron que no está emparentada con los Xolmis y propusieron su retorno al género resucitado Pyrope.[10]

- Con respecto a X. dominicanus, los estudios concluyeron y confirmaron que la especie no solamente no pertenece a Xolmis, sino que es pariente próxima de otros especialistas de pastizales cálidos como Alectrurus y Gubernetes en la tribu Fluvicolini y no en la tribu Xolmiini.[10]

Los cambios descritos fueron aprobados en la Propuesta no 885 al SACC.
Los amplios estudios genético-moleculares realizados por Tello et al. (2009) descubrieron una cantidad de relaciones novedosas dentro de la familia Tyrannidae que todavía no están reflejadas en la mayoría de las clasificaciones. Siguiendo estos estudios, Ohlson et al. (2013) propusieron dividir Tyrannidae en 5 familias. Según el ordenamiento propuesto, Xolmis permanece en Tyrannidae, en una subfamilia Fluvicolinae, en una nueva tribu Xolmiini, junto a Lessonia, Hymenops, Knipolegus, Satrapa, Muscisaxicola, Cnemarchus, Agriornis, Neoxolmis y Myiotheretes.

## Lista de especies
Según las clasificaciones del Congreso Ornitológico Internacional (IOC) y Clements Checklist/eBird, el género agrupa a las siguientes especies con el respectivo nombre popular de acuerdo con la Sociedad Española de Ornitología (SEO):
| Imagen | Nombre científico | Autor                | Nombre común   | Estado de conservación | Distribución |
| ------ | ----------------- | -------------------- | -------------- | ---------------------- | ------------ |
|        | Xolmis velatus    | (Lichtenstein, 1823) | monjita velada | LC                     |              |
|        | Xolmis irupero    | (Vieillot, 1823)     | monjita blanca | LC                     |              |

### Especies transferidas para otros géneros
- Transferida para Pyrope: Xolmis pyrope (Kittlitz, 1830) - diucón.
- Transferida para Nengetus: Xolmis cinereus (Vieillot, 1816) - monjita gris.
- Transferidas para Neoxolmis:
  - Xolmis coronatus (Vieillot, 1823) - monjita coronada;
  - Xolmis rubetra (Burmeister, 1860) - monjita castaña;
  - Xolmis salinarum Nores & Yzurieta, 1979 - monjita salinera.
- Transferida para Heteroxolmis: Xolmis dominicanus (Vieillot, 1823) - monjita dominicana.